# Charlotte Munksgaard

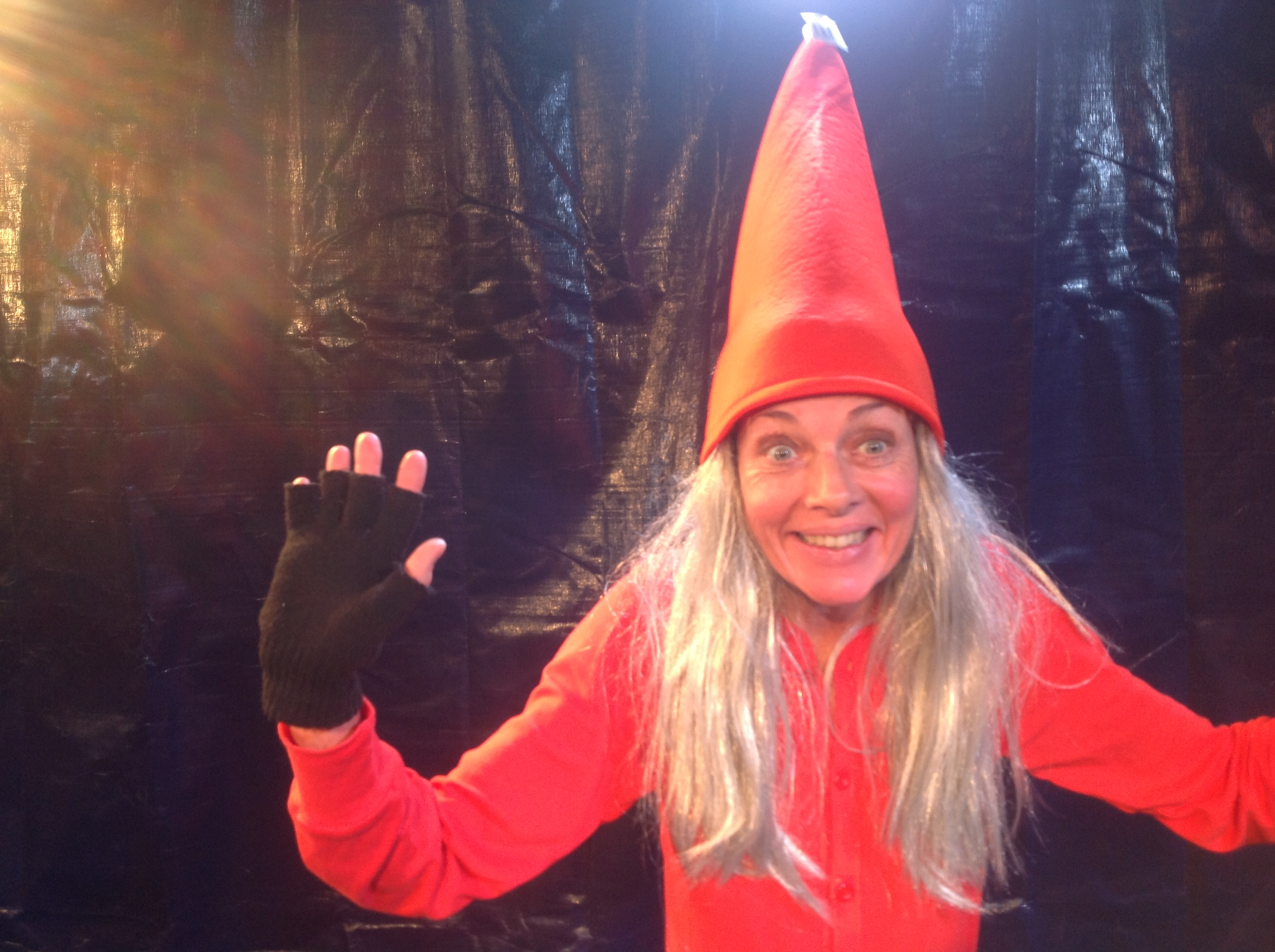
Charlotte Munksgaard (2013)

Charlotte Elizabeth Munksgaard (* 14. Juli 1958 in Rungsted) ist eine dänische Schauspielerin.

## Leben
Charlotte Munksgaard wuchs in Rungsted nördlich von Kopenhagen auf.
Sie absolvierte ihre Schauspielausbildung von 1983 bis 1987 an der Staatlichen Theaterhochschule in Kopenhagen. Als Bühnendarstellerin wirkte sie in zahlreichen Theaterstücken, Musicals, Kabarett-Programmen und in Ballett-Aufführungen mit, so unter anderem auch am Folketeatret oder im Kopenhagener Vergnügungspark Tivoli.
Munksgaard hat seit 1996 als Schauspielerin vor der Kamera in bislang mehr als 20 Film-und-Fernsehproduktionen mitgewirkt. Im Jahr 2003 wurde sie mit dem Robert als Beste Nebendarstellerin ausgezeichnet. Einem breiten Publikum bekannt wurde sie vor allem im Jahr 2003 durch ihre Mitwirkung in der Comedy-Reihe OBLS.

## Filmografie (Auswahl)
- 1997: Sweethearts
- 1998: Wenn Mama nach Hause kommt
- 2000: On the Road
- 2001: Ein richtiger Mensch
- 2003: OBLS (Sketch-Comedy-Reihe)
- 2002: Halalabad Blues
- 2003: Zafir
- 2008: Sommer (Fernsehserie)
- 2017: Odd Job Man